# Lukomka (vattendrag i Belarus, lat 54,85, long 29,18)
Lukomka (vitryska: Лукомка) är ett vattendrag i Belarus.   Det ligger i voblasten Vitsebsks voblast, i den norra delen av landet, 150 km nordost om huvudstaden Minsk.
Trakten runt Lukomka består till största delen av jordbruksmark. Runt Lukomka är det ganska glesbefolkat, med 28 invånare per kvadratkilometer.